# Albrecht Schnider

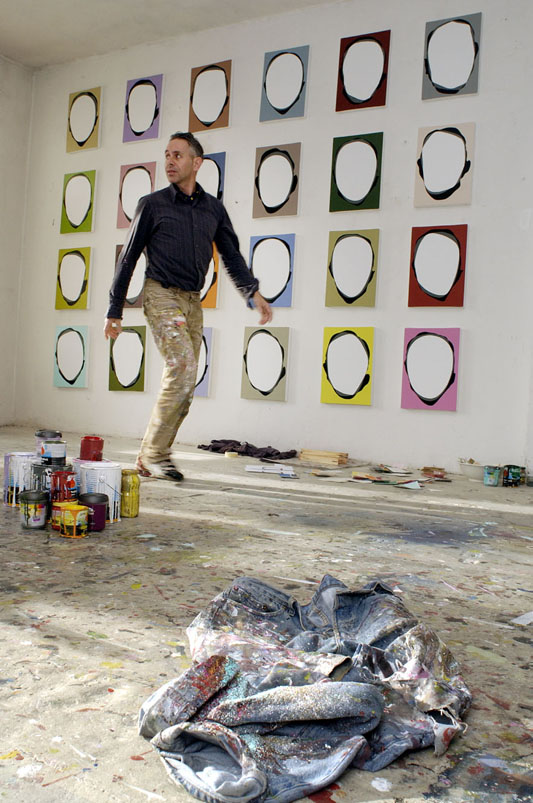
Albrecht Schnider in seinem Atelier (2006)

Albrecht Schnider (* 30. Dezember 1958 in Luzern; heimatberechtigt in Flühli) ist ein Schweizer Maler und Zeichner.

## Leben und Werk
Schnider wuchs in Flühli-Sörenberg, einer ländlichen Gemeinde im Amt Entlebuch auf. Seine Kindheit ist geprägt durch die Nähe zu Natur und Landschaft sowie durch den Einfluss der katholischen Kirche. Nach der Matura studierte er an der Schule für Gestaltung und der Universität Bern Gymnasiallehrer für Bildnerisches Gestalten. 1987 entstanden erste Porträts, die 1988 in einer Ausstellung der Kunsthalle Bern gezeigt wurden. Es folgten Landschaftsgemälde, die auf der väterlichen Alp in Sörenberg entstanden. Schnider wurde massgeblich durch den Berner Kunstsammler und Galeristen Toni Gerber gefördert. Anschliessend verbrachte Schnider drei Jahre in Follonica bei Grosseto, anschliessend bis Anfang 1992 am Istituto Svizzero di Roma in Rom, danach in Florenz, wo er die Kunst des italienischen Manierismus für sich entdeckt haben soll. Von 1993 bis 1998 lebte Schnider in Brüssel. 1998 zog er mit seiner Familie nach Berlin, 2018 nach Hilterfingen am Thunersee.
Er war von 2005 bis 2021 Dozent für Malerei an der Hochschule der Künste Bern.

## Ausstellungen (Auswahl)

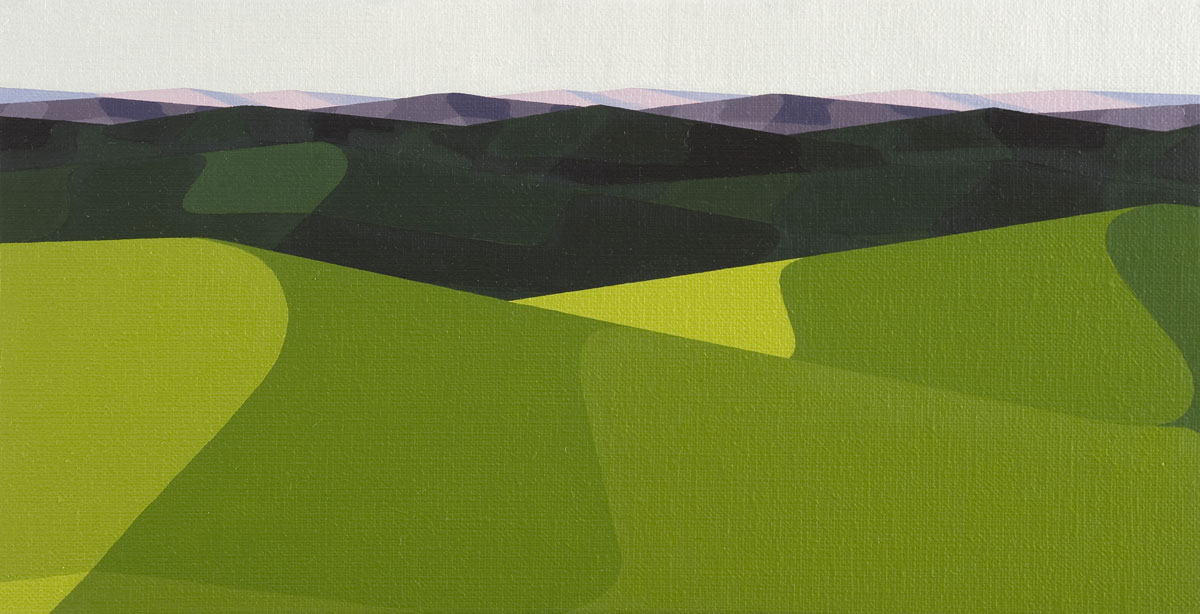
Albrecht Schnider: Landschaft, 2009, Öl auf Leinwand

### Einzelausstellungen
- 1988, 1991: Galerie Toni Gerber, Bern
- 1989, 1991, 1996, 1998, 1999, 2003, 2008, 2011, 2013: Galerie Bob van Orsouw, Zürich
- 1989, 1994: Kunstmuseum Luzern, Ausstellungspreis Kunstgesellschaft; Nordmann Preis
- 1995, 1997, 2014, 2017: Galerie Akinci, Amsterdam
- 1998, 2010/11: Kunstmuseum Solothurn, Albrecht Schnider; Albrecht Schnider - Die Rückseite des Spiegels
- 1999: DAAD Galerie, Berlin
- 2003, 2009, 2010, 2013, 2016, 2018, 2020: Galerie Thomas Schulte, Berlin
- 2006: Aargauer Kunsthaus, Aarau, Albrecht Schnider - Das noch Mögliche
- 2011: Haus am Waldsee, Berlin, Am Ereignishorizont; Bernhard Knaus Fine Art, Frankfurt a. M.[2]
- 2012, 2014, 2015, 2016, 2017, 2019, 2020, 2023: Marc Jancou Contemporary, New York, Genf, Rossinière
- 2014: Helmhaus Zürich, Albrecht Schnider
- 2019: Galerie Mai 36, Zürich, kuratiert von Beat Wismer, Albrecht Schnider
- 2021: Kunstmuseum Thun, Albrecht Schnider - Entwegte Landschaft
- 2023: Galerie Mai 36, Zürich, Albrecht Schnider - at the garden's border
- 2024: Galerie Mai 36, Madrid
- 2025: Galeria Pelaires, Palma, Albrecht Schnider - Echos of Form; Galerie Thomas Schulte, Berlin, a plant. a person. a life. Leunora Salihu, Albrecht Schnider

### Gruppenausstellungen
1988 Kunsthalle Bern, mit Tomas Kratky, Jürg Moser und Heinz Egger
- 1994 Kunstmuseum Luzern; Kunsthalle Palazzo, Liestal, Ugo Rondinone, Albrecht Schnider, Félix Vallotton,
- 2009 Das Nietzsche-Haus-Projekt, (mit Gaudenz Signorell, Jürg Moser), Nietzsche-Haus Sils-Maria, Schweiz
- 2013 THOUGHT, Richard Deacon, Idris Khan, Jonathan Lasker, Allan McCollum, Michael Müller, Albrecht Schnider, Galerie Thomas Schulte, Berlin
- 2013 Neunzehnhundertsiebzig, Die Sammlung Toni Gerber im Kunstmuseum Luzern (mit Alois Mosbacher, Albrecht Schnider, Hans Stalder)
- 2014 Albrecht Schnider – Giacomo Santiago Rogado, Helmhaus, Zürich
- 2014 Gerhard Richter, Albrecht Schnider und Martin Schwarz, Werke, Nietzsche-Haus Sils-Maria
- 2017 Massinissa Selmani - Albrecht Schnider, Galerie Akinci, Amsterdam
- 2019 visual semiotics - Bernhard Knaus Fine Art, Frankfurt[3]
- 2021 .CH, mit Ian Anüll, Pia Fries, Christian Lindow, Harald F. Müller, Christoph Rütimann, Albrecht Schnider, Rémi Zaugg, Galerie Mai 36, Zürich
- 2021 SCHWARZES LICHT, Positionen des Erhabenen in der zeitgenössischen Kunst, Kunstmuseum Solothurn
- 2022 WIRE, LINE & STRING, Galerie Mai 36, Zürich
- 2023 Blicke auf den Menschen, vom 17. Jahrhundert bis zur Gegenwart, Kunstraum Oktogon, Bern
- 2024 - Ein langer Weg in kurzer Zeit - Tomas Kratky und seine Gegenwart, mit Vesna Bechstein, Miriam Cahn, Christian Denzler, Martin Gerber, Marietta      Gullotti, Filip Haag, Andreas Hofer, Leiko Ikemura, Alois Lichtsteiner, Andrea Muheim, Dorothee Sauter, Werner Theiler, Franz Wanner, Wölf Zät, Kunstraum Bern Bümpliz; Villa Renata, Basel

- Werkschau, Verlag Rothe Drucke, Kunstraum Oktogon, Bern
- Luigi Zuccheri e Compagni, ANIMALI, Edizioni Galleria Periferia, Luzern
- Re-MIX, Animationsfilme treffen Kunstwerke, Aargauer Kunsthaus, Aarau
- Harmony - Mai 36 Seoul

## Auszeichnungen
- 1989 Eidgenössisches Kunststipendium (auch 1990 und 1992)
- 1989 Ausstellungspreis der Kunstgesellschaft Luzern
- 1994 Manor Kunstpreis Luzern